# Gerda Hendrix
Gerda Hendrix is een Belgische voormalige taekwondoka.

## Levensloop
Hendrix behaalde in 1980 brons op de Europese kampioenschappen te Kopenhagen in de klasse -62kg.

## Palmares
- 1980  Europees kampioenschap -62kg